# As-Salih Ismail (Mamluken)
Al-Malik as-Salih Imad ad-Din Ismail ibn Muhammad (arabisch الملك الصالح عماد الدين إسماعيل بن محمد, DMG al-Malik aṣ-Ṣāliḥ ʿImād ad-Dīn ʾIsmāʿīl b. Muḥammad; * 1325; † 1345 in Kairo) war von 1342 bis 1345 Sultan der Mamluken in Ägypten.
Nach der Absetzung Sultan an-Nasir Ahmads wurde dessen siebzehnjähriger Halbbruder Ismail im Juni 1342 von den Emiren zum Sultan erhoben und nahm den königlichen Titel „al-Malik as-Salih“ an. In einem gegenseitigen Eidesschwur versicherten ihn die Emire ihrer Loyalität, während er versprach, sie „weder einzusperren noch zu verletzen“. Diese Eide wurden wiederholt gebrochen – zum ersten Mal bereits im folgenden Jahr, als der „Naib as-Saltana“ (der Vizeregent) Aqsunqur as-Sallari abgesetzt wurde. Dies geschah angeblich, weil as-Sallari sein Amt zu nachsichtig verwaltet habe. Wahrscheinlicher ist jedoch, dass er einfach Platz machen musste für den Stiefvater des Sultans, Arghun al-Alai. Trotzdem scheint Sultan as-Salih Ismail mehr als seine Vorgänger auf ein gutes Einvernehmen mit seinen Emiren geachtet zu haben. So starb während seiner relativ kurzen Regierung kein einziger von ihnen unter der Folter.
Ähnlich seinem Vater vereinte as-Salih ausgeprägte Frömmigkeit und Strenge mit Extravaganz sowie einer ausgesprochenen Zuneigung für Frauen. So war er es gewohnt, mit einer Entourage von 200 in wertvolle Seidenstoffe gekleideten Frauen aus seinem Harem auszureiten. Eines seiner größten Vergnügen war es, unter ihnen Teams zu bilden, welche dann gegeneinander Polo spielten. Nahmen die Haremsfrauen (sowie die Eunuchen) in den 1340er und 1350er Jahren generell verstärkten Einfluss auch auf politische Entscheidungen, so war insbesondere eine unter ihnen mit dem Namen Ittifaq eine regelrechte „Lola Montez ihrer Zeit“. Ittifaq hatte ihre Karriere als schwarze Konkubine und Sängerin Sultan an-Nasir Muhammads begonnen. Anschließend heiratete sie nacheinander drei Sultane (as-Salih Ismail, al-Kamil Schaban I. und al-Muzaffar Haddschi I.), einen Mamluken-Wesir und zuletzt einen Abkömmling der marokkanischen Meriniden. Auch der Obereunuch wurde während as-Salihs Regentschaft so einflussreich wie nie zuvor: Anbar as-Sahrati war Tutor des jungen Ismail gewesen und nutzte seinen Einfluss bald, um allgemein die Interessen der Hofeunuchen, insbesondere aber seine eigenen zu vertreten. Er erwarb Eunuchen, Mamluken und einträgliche Ämter.
Ein großes Problem für as-Salihs Herrschaft war chronischer Geldmangel. Der Sultan hatte nach seiner Machtübernahme Ämter und Pfründen freigiebig verschenken müssen, um seine Herrschaft abzusichern. Überdies hatte sein Halbbruder und Vorgänger an-Nasir Ahmad den größten Teil des Staatsschatzes ihres gemeinsamen Vaters an-Nasir Muhammad ins Exil nach Karak mitgenommen. Nicht weniger als acht Feldzüge waren nötig, bevor Karak 1344 erobert und Ahmad hingerichtet wurde. Als im selben Jahr eine venezianische Gesandtschaft in Ägypten eintraf, kam ihr der stets unter Geldnot leidende Sultan daher besonders entgegen. Die Venezianer erhielten im Jahre 1345 neue Handelsprivilegien, die sogar über jene des vorangegangenen Vertrages von 1302 hinausgingen. Ab 1345 erreichten jedes Jahr etwa 10 Galeeren Alexandria, um teure Gewürze zu kaufen.
Im Sommer 1345 wurde Sultan as-Salih Ismail krank. Noch nicht einmal zwanzigjährig starb er im August desselben Jahres, nachdem er seinen Bruder Schaban zum Nachfolger ernannt hatte.